# Iejima

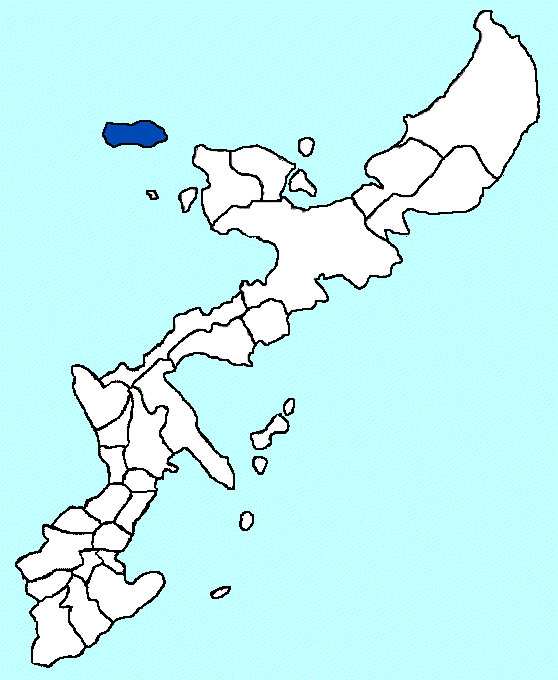
Vị trí của Ie-jima

Ie jima (伊江島, Y Giang đảo) là một đảo thuộc tỉnh Okinawa, Nhật Bản, hòn đảo chỉ cách nán đảo Motobu của đảo chính Okinawa vài kilomet. Đảo có chu vi 20 km và dân số là 5.055 người. Về mặt hành chính, đảo thuộc Thôn Ie và kết nối với đảo chính Okinawa qua một tuyến phà. Đặc điểm địa lý đáng chú nhất của đảo là đỉnh núi Gusukuyama (hay 'Tacchu') với độ cao 172 met giống như một núi lửa nhưng thực tế đã bị xoái mòn. Đảo có Sân bay Ie jima và  hiện vẫn có sự hiện diện của quân đội Hoa Kỳ. 